# أولوكوي كومودور
أولوكوي كومودور (بالإنجليزية: Olokwei Commodore)‏ (ولد في 23 مارس 1995 في أكرا، غانا) لاعب كرة قدم غاني يجيد اللعب في مركز الوسط المحوري. يلعب حاليا لصالح المالكية البحريني منذ 2021.